# Euthera lata
Euthera lata är en tvåvingeart som beskrevs av Cantrell 1983. Euthera lata ingår i släktet Euthera och familjen parasitflugor. Inga underarter finns listade i Catalogue of Life.